# 拉戈阿萨
拉戈阿萨是葡萄牙布拉干萨区的一个堂区。总面积41平方公里，总人口497人，人口密度12.1人/平方公里。